# Dynów
Dynów (in ucraino Динів, Dyniv) è una città polacca del distretto di Rzeszów nel voivodato della Precarpazia.
Ricopre una superficie di 24,41 km² e nel 2006 contava 6 300 abitanti.